# پادرنو دل گراپا
پادرنو دل گراپا (به ایتالیایی: Paderno del Grappa) یک کومونه در ایتالیا است که در استان ترویزو واقع شده‌است. پادرنو دل گراپا ۳۶ کیلومتر مربع مساحت و ۲٬۲۰۴ نفر جمعیت دارد و ۲۹۲ متر بالاتر از سطح دریا واقع شده‌است.

## خواهرخوانده
شهر مالرسدورف-فافنبرگ خواهرخواندهٔ پادرنو دل گراپا هست.